# Federació Internacional de Futbol Associació
|  | «FIFA» redirigeix aquí. Vegeu-ne altres significats a «FIFA (saga de videojocs)». |

La Federació Internacional de Futbol Associació, sovint citada pel seu acrònim en francès FIFA —Fédération Internationale de Football Association— és el cos de govern internacional del futbol. Fou creada el 21 de maig de 1904 i té la seu a Zuric, Suïssa. La FIFA agrupa 211 associacions o federacions de futbol de diversos països. La FIFA s'encarrega de fer les reglamentacions per als jocs de l'esport per mitjà de la Directiva Internacional del Futbol Associació (IFAB, per les seves sigles en anglès, "International Football Association Board"). La FIFA és l'organitzadora de diversos campionats mundials i continentals de futbol.

## Història
L'augment de la popularitat i la competència internacional al futbol a principis del segle xx van fer necessari crear un únic organisme regulador de l'esport a nivell mundial. La Federació Anglesa de Futbol va sostenir discussions sobre la formació d'una federació internacional, però aquesta iniciativa no va tenir acollida. Aleshores, les autoritats nacionals de futbol de set països europeus més —Bèlgica, Dinamarca, Espanya (representada pel llavors Reial Madrid CF; la Reial Federació Espanyola de Futbol no es va crear fins a 1913), França, Països Baixos, Suècia i Suïssa— es van reunir per associar-se i, d'aquesta manera, la FIFA va ser fundada a París el 21 de maig de 1904. El nom francès i el seu acrònim s'han mantingut fins ara, fins i tot fora dels països francòfons. El seu primer president va ser el francès Robert Guérin. Tot i que no van participar inicialment en la seva conformació, Anglaterra es va unir l'any següent, Escòcia i Gal·les el 1910, i Irlanda del Nord el 1911.
La FIFA va presidir el seu primer torneig internacional el 1906, però no va tindre èxit. Aquesta situació, sumada als factors econòmics, va propiciar el reemplaçament de Guérin per l'anglès Daniel Burley Woolfall, que en aquell moment era un membre de l'associació. El primer torneig que va organitzar la FIFA, la competició de futbol per als Jocs Olímpics de 1908 a Londres, va tenir més èxit que els seus predecessors olímpics, malgrat la presència de futbolistes professionals, en contra dels principis fundadors de la FIFA.
L'afiliació a la FIFA es va ampliar més enllà d'Europa amb la sol·licitud de Sud-àfrica el 1909, Argentina el 1912, Canadà i Xile el 1913, i els Estats Units el 1914.
No obstant, la FIFA va patir una ensopegada durant la Primera Guerra Mundial, ja que molts jugadors van ser expulsats per la guerra i es va veure seriosament afectada la possibilitat de viatjar per complir els compromisos internacionals. Després de la guerra va morir Woolfall i l'organització va passar a ser dirigida en forma provisional pel neerlandès Carl Hirschmann. Es va superar la crisi, però a costa de la retirada de les nacions britàniques, ja que no estaven disposades a participar en tornejos internacionals amb els seus recents contrincants de la guerra mundial.
El 1921 el francès Jules Rimet va arribar a la presidència i a partir dels Jocs Olímpics de París 1924, va organitzar els campionats de futbol, comptant amb 60.000 espectadors en el partit final entre Uruguai i Suïssa.
Aquests èxits van instar la FIFA perquè, al Congrés d'Amsterdam del 28 de maig de 1928, considerés l'establiment del seu propi Campionat del món. Al congrés següent de Barcelona es va acabar de planejar el campionat, que es duria a terme a l'Uruguai per celebrar el centenari de la seva independència. Per desgràcia, Europa estava en una crisi econòmica i els clubs haurien de quedar-se sense els seus millor jugadors durant dos mesos, així que molts països van renunciar a participar-hi. Sense ells, la primera Copa Mundial es va inaugurar a Montevideo el 18 de juliol de 1930 amb només quatre seleccions europees.
Després de la decepció per no haver estat seu del primer torneig, Itàlia va ser seleccionada per organitzar la Copa Mundial de Futbol de 1934. Per a aquest torneig trenta-quatre associacions van sol·licitar participar, per la qual cosa aquesta vegada es van realitzar eliminatòries per determinar les setze seleccions participants. Com a protesta al boicot del torneig anterior, l'Uruguai es va negar a participar-hi i es va convertir en l'únic equip campió que no ha defensat el títol. La final, guanyada pels italians, va ser la primera transmesa per ràdio en viu.
El 1946 van tornar a la Federació les quatre regions britàniques. Al Hampden Park de Glasgow el 10 de maig de 1947, davant 135 000 espectadors, es va jugar un partit del segle entre el Regne Unit i Resta d'Europa XI, que va guanyar el Regne Unit per 6-1. Els guanys del partit van ascendir a 35.000 lliures esterlines, i van ser donades a la FIFA per ajudar a la seva recuperació després de la guerra. El següent mundial de futbol seria el Brasil 1950. Mentrestant, la FIFA continuaria creixent: per a la celebració dels seus 50 anys ja comptava amb 84 països membres.
El 1954, Jules Rimet va ser substituït pel belga Rodolphe William Seeldrayers, que va morir l'any següent al seu nomenament i va ser succeït per l'anglès Arthur Drewry. Igual que el seu predecessor va tenir una curta presidència i va ser reemplaçat després de la seva mort el 1961 per l'anglès Sir Stanley Rous, un àrbitre retirat que en aquell moment era secretari general de l'organització. Durant la presidència de Rous, l'esport va continuar estenent-se amb l'aparició de la televisió. Rous va promoure l'esport aficionat i va ajudar a fer de la Copa del Món de Futbol un dels esdeveniments esportius internacionals més prestigiosos, possiblement després dels Jocs Olímpics.
Rous va ser substituït en 1974 pel brasiler João Havelange. La FIFA es va convertir en aquesta època en una institució més comercial, va augmentar el nombre d'equips a la Copa del Món a 24 per al Mundial de 1982 i després a 32 al de 1998. També va introduir Israel al futbol internacional (afiliat a la UEFA) i va veure com la FIFA s'estenia per tot el món, amb la incorporació de petites nacions com Guam, Lesotho i Montserrat.
El president següent, el suís Joseph Blatter, va mantenir aquesta política organitzant per primera vegada el Mundial de Futbol a Àsia (Mundial 2002) i Àfrica (Mundial 2010). Blatter va visualitzar la Federació com una gran organització internacional, les accions de la qual tenien impacte global econòmic i polític. Va continuar modernitzant el joc, celebrant el centenari de la FIFA el 2004.
El 22 de maig del 2015, dos dies abans d'una nova elecció per la presidència, en què Blatter competia amb el príncep Ali bin Hussein de Jordània —finalment, aquest últim es va retirar—, diversos alts executius de la FIFA van ser detinguts per casos de corrupció. Però sis dies després de la seva reelecció el 2 de juny de 2015, el mateix president en funcions Joseph Blatter va decidir renunciar al càrrec i convocar una elecció per la presidència de la FIFA en un congrés extraordinari electiu el 26 de febrer de 2016.

## Estructura

### Sis confederacions i 211 associacions nacionals
A més de les seves institucions mundials, hi ha sis confederacions reconegudes per la FIFA que supervisen el joc als diferents continents i regions del món. Les associacions nacionals, i no les confederacions continentals, són membres de la FIFA. Les confederacions continentals estan previstes als estatuts de la FIFA, i la pertinença a una confederació és un requisit previ per ser membre de la FIFA.
| Nom curt | Confederació                                                         | Afiliació | Membres |
| -------- | -------------------------------------------------------------------- | --------- | ------- |
| CONMEBOL | Confederació Sud-americana de Futbol                                 | 1916      | 10      |
| UEFA     | Unió d'Associacions Europees de Futbol                               | 1954      | 55      |
| AFC      | Confederació Asiàtica de Futbol                                      | 1954      | 47      |
| CAF      | Confederació Africana de Futbol                                      | 1957      | 56      |
| CONCACAF | Confederació del Nord, Centreamèrica i el Carib de Futbol Associació | 1961      | 41      |
| OFC      | Confederació de Futbol d'Oceania                                     | 1966      | 13      |

En total, la FIFA reconeix 211 associacions nacionals i els seus equips nacionals masculins associats, així com 129 equips nacionals femenins; vegeu la llista d'equips nacionals de futbol i els codis de país respectius. El nombre d'associacions membre de la FIFA és més gran que el nombre d'estats membres de l'ONU, ja que la FIFA ha admès associacions de 23 entitats no sobiranes com a membres per dret propi, com les quatre nacions d'origen del Regne Unit i les dues regions administratives especials de la Xina: Hong Kong i Macau.
La Comissió de Treball de la FIFA de Petites Nacions ha classificat els possibles membres de la FIFA en tres categories:
1. Estats sobirans no pertanyents a la FIFA (Estats Federats de Micronèsia, Kiribati, Illes Marshall, Mònaco, Palau, Tuvalu i Ciutat del Vaticà)
2. Territoris no sobirans (Åland, Groenlàndia, Guadalupe, Guernsey, Illa de Man, Jersey, Martinica, Illes Mariannes del Nord, Reunió, Sint Maarten i Zanzíbar)
3. Zones políticament sensibles (Catalunya, Xipre del Nord i Ossètia del Sud, a més de Gibraltar i Kosovo, que ara són membres de la FIFA).[8][9]

La Classificació Mundial Masculina de la FIFA s'actualitza mensualment i classifica cada equip en funció del rendiment en competicions internacionals, partits de classificació i amistosos. També hi ha una classificació mundial per al futbol femení, que s'actualitza quatre cops l'any.

### Lleis i govern
La FIFA té la seu a Zúric, i és una associació establerta sota la llei de Suïssa.
L'òrgan suprem de la FIFA és el Congrés de la FIFA, una assemblea formada per representants de cada associació membre afiliada. Cada associació nacional de futbol té un vot, independentment de la seva mida o força futbolística. El Congrés es reuneix en sessions ordinàries una vegada a l'any, i les sessions extraordinàries se celebren una vegada a l'any des del 1998. El Congrés pren decisions relacionades amb els estatuts de la FIFA i el mètode d'implementació i d'aplicació. Només el Congrés pot aprovar canvis als estatuts de la FIFA. El Congrés aprova l'informe anual, decideix l'acceptació de noves associacions nacionals i celebra eleccions. El Congrés elegeix el president de la FIFA, el seu secretari general i els altres membres del Consell de la FIFA l'any següent a la Copa Mundial de la FIFA.
El Consell de la FIFA, abans anomenat Comitè Executiu de la FIFA i presidit pel President, és el principal òrgan de decisió de l'organització als intervals del congrés. El consell està compost per 37 persones: el president; 8 vicepresidents; i 28 membres de les confederacions, i almenys un és una dona. El comitè executiu és l'òrgan que decideix quin país organitzarà la Copa del Món.
El president i el secretari general són els principals titulars de la FIFA i s'encarreguen de la seva administració diària, duta a terme per la secretaria general, amb el personal d'aproximadament 280 membres. Gianni Infantino és l'actual president, elegit el 26 de febrer de 2016 en una sessió extraordinària del Congrés de la FIFA després de la suspensió de l'anterior president, Sepp Blatter, en espera d'una investigació per corrupció.
L'estructura organitzativa mundial de la FIFA també consta d'altres òrgans, sota l'autoritat del Consell de la FIFA o creats pel Congrés com a comissions permanents. Entre aquests òrgans hi ha el Comitè d'Emergència de la FIFA, el Comitè d'Ètica de la FIFA, la Comissió de Finances, la Comissió Disciplinària i la Comissió d'Àrbitres.
El Comitè d'Urgència de la FIFA s'ocupa de tots els assumptes que requereixen una solució immediata entre les reunions ordinàries del Consell de la FIFA. El Comitè d'Urgència està format pel president de la FIFA i un membre de cada confederació. Les decisions del Comitè d'Urgència entren en vigor immediatament, encara que han de ser ratificades a la següent reunió del Comitè Executiu.

## Presidents
- Robert Guérin (França) 1904-1906
- Daniel Burley Woolfall (Anglaterra) 1906-1918
  - Entre 1918-1921 Carl Anton Wilhelm Hirschmann, secretari honorari, va dirigir la FIFA mentre s'elegia un nou president
- Jules Rimet (França) 1921-1954 - nomenat president honorari el 1954
- Rodolphe William Seeldrayers (Bèlgica) 1954-1955
- Arthur Drewry (Regne Unit) 1955-1961
- Sir Stanley Rous (Regne Unit) 1961-1974) - nomenat president honorari el 1974
- João Havelange (Brasil) 1974-1998 - nomenat president honorari el 1998
- Joseph Blatter (Suïssa) 1998-2015
- Issa Hayatou (Camerun) 2015-2016 - president en funcions
- Gianni Infantino (Suïssa) 2016 - en el càrrec

## Competicions que organitza la FIFA

Les seus de totes les Copes Mundials de Futbol de la FIFA, tant masculines com femenines, fins al 2014

La FIFA organitza, entre d'altres, les següents competicions de futbol:
1. Copa del Món de Futbol (Mundial)
2. Torneig Olímpic de Futbol
3. Campionat Mundial Juvenil
4. Campionat Mundial Sub-17
5. Campionat Mundial Sub-20
6. Copa del Món Femenina
7. Campionat Mundial Femení Sub-20 (abans del 2006, sub-19)
8. Copa Confederacions
9. Campionat Mundial de Clubs
10. Copa Mundial de Futbol de Platja
11. Copa Mundial de Futbol sala